# Pterothrissus
Sous-famille
Genre
Pterothrissus Hilgendorf, 1877 est un genre de poissons téléostéens, de la sous-famille des Pterothrissinae, comprenant une seule espèce.

## Liste d'espèces
Selon WoRMS :
- Pterothrissus gissu Hilgendorf, 1877